# Thraupis
Thraupis là một chi chim trong họ Thraupidae.